# Chiesa di Santa Maria Annunziata (Vezia)
La chiesa parrocchiale di Santa Maria Annunziata è un edificio religioso che si trova a Vezia, in Canton Ticino.

## Storia
Eretta nel XVI secolo, venne trasformata nel corso del XVIII secolo.

## Descrizione
La chiesa ha una pianta ad unica navata sovrastata da una volta a botte. Il presbiterio è sormontato da una cupola.